# 石川新日本銀魚
石川新日本銀魚，為輻鰭魚綱胡瓜魚目銀魚科的其中一種，溫帶魚類，分布於亞洲日本淡水、半鹹水及鹹水域，體長可達7.4公分，棲息在底中層水域，生活習性不明。